# 熊木茂夫
熊木 茂夫（くまき しげお、1949年 - ）は、日本のジャーナリスト、作家。長野県生まれ。

## 人物
流通経済大学卒業。
卒業後、物流専門誌記者を経てフリージャーナリストとなる。
1988年より、株式会社通運情報社代表取締役社長。
物流業界誌「日刊通運情報」を発刊すると共に、ジャーナリスト・作家として著作を発表している。
物流業界誌で構成される「日本物流記者会」の会長も務めている。

## 著書
- 「アンコールワット旅行記」 白桃書房,2004年 ISBN 978-4561510567
- 「通運事業の歴史」通運情報社,2016年
- 「明神下日記」 通運情報社,2017年

## 表彰
- 「第8回住田物流奨励賞」 著作「通運事業の歴史」,公益財団法人交通研究協会,2015年[4]